# Kristen Bell
Kristen Anne Bell (n. 18 iulie 1980) este o actriță și cântăreață americană. Debutul în film și l-a făcut cu un rol în Polish Wedding. Până atunci a jucat în mai multe spectacole de teatru, iar în 2001 și-a făcut debutul pe Broadway ca Becky Thatcher în Aventurile lui Tom Sawyer. Mutarea sa în Los Angeles i-a adus mai multe apariții în seriale de televiziune și ca gazdă pentru mai multe show-uri, până la rolul important din filmul Spartan. Recunoașterea criticii de specialitate i-a adus-o serialul Veronica Mars, în care a jucat din 2004 până în 2007. A câștigat premiul Satellite pentru interpretare, dar a fost și nominalizată la Premiul Criticii și cel al Tinerilor. A servit ca model și voce pentru personajul Lucy Stillman din seria de jocuri Assassin's Creed.

## Filmografie

### Filme
| An   | Titlu                              | Rol                         | Note                                 |
| ---- | ---------------------------------- | --------------------------- | ------------------------------------ |
| 1998 | Polish Wedding                     | Adolescenta                 | necreditată                          |
| 2001 | Pootie Tang                        | Record executive's daughter |                                      |
| 2002 | People Are Dead                    | Angela's friend #1          |                                      |
| 2002 | The Cat Returns                    | Hiromi (voce)               | dublare în engleză                   |
| 2004 | Spartan                            | Laura Newton                |                                      |
| 2004 | Gracie's Choice                    | Gracie Thompson             |                                      |
| 2005 | Reefer Madness                     | Mary Lane                   |                                      |
| 2005 | Deepwater                          | Nurse Laurie                |                                      |
| 2005 | Last Days of America               | Friend in New York #1       |                                      |
| 2005 | The Receipt                        | Pretty Girl                 | Film de scurtmetraj                  |
| 2006 | Fifty Pills                        | Gracie                      |                                      |
| 2006 | Pulse                              | Mattie                      |                                      |
| 2006 | Roman                              | The Girl / Isis             |                                      |
| 2007 | Flatland: The Movie                | Hex (voce)                  | Film de scurtmetraj                  |
| 2008 | Fanboys                            | Zoe                         |                                      |
| 2008 | Forgetting Sarah Marshall          | Sarah Marshall              |                                      |
| 2009 | Serious Moonlight                  | Sara                        |                                      |
| 2009 | Astro Boy                          | Cora (voce)                 |                                      |
| 2009 | Couples Retreat                    | Cynthia                     |                                      |
| 2010 | Astro Boy vs. The Junkyard Pirates | Cora (voce)                 | Film de scurtmetraj                  |
| 2010 | Lost Masterpieces of Pornography   | June Crenshaw               | Film de scurtmetraj                  |
| 2010 | When in Rome                       | Beth                        |                                      |
| 2010 | Get Him to the Greek               | Sarah Marshall              | Cameo                                |
| 2010 | You Again                          | Marni Olsen                 |                                      |
| 2010 | Burlesque                          | Nikki                       |                                      |
| 2011 | Scream 4                           | Chloe Garret                | Cameo                                |
| 2012 | Safety Not Guaranteed              | Belinda St. Sing            |                                      |
| 2012 | Big Miracle                        | Jill Jerard                 |                                      |
| 2012 | Flatland 2: Sphereland             | Hex (voce)                  |                                      |
| 2012 | Hit and Run                        | Annie                       | De asemenea co-producătoare          |
| 2012 | Stuck in Love                      | Tricia                      |                                      |
| 2013 | Movie 43                           | Supergirl                   | Segmentul: "Super Hero Speed Dating" |
| 2013 | Some Girl(s)                       | Bobbi                       |                                      |
| 2013 | The Lifeguard                      | Leigh                       |                                      |
| 2013 | Frozen                             | Princess Anna (voce)        |                                      |
| 2014 | Veronica Mars                      | Veronica Mars               | De asemenea producător               |
| 2014 | Unity                              | Narator                     | Documentar                           |
| 2015 | Frozen Fever                       | Princess Anna (voce)        | Film de scurt-metraj                 |

### Televiziune
| An           | Titlu                                          | Rol                                | Note                                                                      |
| ------------ | ---------------------------------------------- | ---------------------------------- | ------------------------------------------------------------------------- |
| 2003         | The Shield                                     | Jessica Hintel                     | Episodul: "The Quick Fix"                                                 |
| 2003         | American Dreams                                | Amy Fielding                       | Episodul: "Act of Contrition"                                             |
| 2003         | The O'Keefes                                   | Virginia's Owner                   | 2 episoade                                                                |
| 2003         | The King and Queen of Moonlight Bay            | Alison Dodge                       | Film                                                                      |
| 2003         | Everwood                                       | Stacey Wilson                      | Episodul: "Extra Ordinary"                                                |
| 2004         | Gracie's Choice                                | Gracie Thompson                    | Film                                                                      |
| 2004         | Deadwood                                       | Flora Anderson                     | 2 episoade                                                                |
| 2004–07      | Veronica Mars                                  | Veronica Mars                      | Rolul principal (64 episoade)                                             |
| 2007–08      | Heroes                                         | Elle Bishop                        | 12 episoade                                                               |
| 2007–12      | Gossip Girl                                    | Gossip Girl (voce)                 | 121 episoade (necreditată); also appeared as herself in the series finale |
| 2009         | The Cleveland Show                             | Mandy (voce)                       | Episodul: "Da Doggone Daddy-Daughter Dinner Dance"                        |
| 2009–10      | Party Down                                     | Uda Bengt                          | 2 episoade                                                                |
| 2011         | Glenn Martin, DDS                              | Hayley (voce)                      | Episodul: "Videogame Wizard"                                              |
| 2011         | Robot Chicken                                  | Hermione Granger / Sara Lee (voce) | Episodul: "Some Like It Hitman"                                           |
| 2012–present | House of Lies                                  | Jeannie van der Hooven             | Rolul principal (36 de episoade)                                          |
| 2012         | Unsupervised                                   | Megan (voce)                       | 13 episoade                                                               |
| 2012         | Lovin' Lakin                                   | Ea însăși                          | Episodul: "Lakin runs into Kristen Bell"                                  |
| 2013–14      | Parks and Recreation                           | Ingrid de Forest                   | 3 episoade                                                                |
| 2013         | Lady Gaga and the Muppets' Holiday Spectacular | Ea însăși                          | Special                                                                   |
| 2015         | Repeat After Me                                | Ea însăși                          | 1 episod                                                                  |
| 2015         | Sanjay and Craig                               | Satine (voce)                      | Episod: "Snake in Love"                                                   |
| 2016-2020    | The Good Place                                 | Eleanor Shellstrop                 | Rolul principal                                                           |

### Jocuri video
| An   | Titlu                               | Rol           |
| ---- | ----------------------------------- | ------------- |
| 2007 | Assassin's Creed                    | Lucy Stillman |
| 2009 | Astro Boy: The Video Game           | Cora          |
| 2009 | Assassin's Creed II                 | Lucy Stillman |
| 2010 | Assassin's Creed: Brotherhood       | Lucy Stillman |
| 2013 | Disney Infinity                     | Anna          |
| 2014 | Disney Infinity:Marvel Super Heroes | Anna          |

### Teatru
| An   | Titlu                        | Rol              | Note |
| ---- | ---------------------------- | ---------------- | ---- |
| 2001 | The Adventures of Tom Sawyer | Becky Thatcher   |      |
| 2002 | The Crucible                 | Susanna Walcott  |      |
| 2003 | Sneaux                       | Sneaux Devareaux |      |
| 2004 | A Little Night Music         | Fredrika Armfeld |      |
| 2014 | Hair                         | Sheila           |      |

### Seriale web
| An   | Titlu               | Rol       | Note                               |
| ---- | ------------------- | --------- | ---------------------------------- |
| 2012 | Burning Love        | Mandy     | 4 episoade                         |
| 2014 | Play It Again, Dick | Ea însăși | Bazat pe personajele Veronica Mars |

## Discografie
- „Frozen (Original Motion Picture Soundtrack)” (2013)

### Single-uri
| Titlu                             | Interpret(ți)                      | Poziție de top | Poziție de top | Poziție de top | Poziție de top | Poziție de top | Poziție de top | Certificări                               |
| Titlu                             | Interpret(ți)                      | US             | CAN            | AUS            | IRE            | KOR            | UK             | Certificări                               |
| --------------------------------- | ---------------------------------- | -------------- | -------------- | -------------- | -------------- | -------------- | -------------- | ----------------------------------------- |
| "Do You Want to Build a Snowman?" | Bell, Agatha Lee Monn, Katie Lopez | 51             | 61             | 45             | 35             | 5              | 26             | - RIAA: Platină - ARIA: Aur - BPI: Argint |
| "For the First Time in Forever"   | Bell și Idina Menzel               | 57             | 70             | 62             | 54             | 4              | 38             | - RIAA: Aur - ARIA: Aur                   |
| "Love Is an Open Door"            | Bell și Santino Fontana            | 49             | —              | 91             | —              | 21             | 52             |                                           |